# Minamoto no Shigeyuki
Minamoto no Shigeyuki (源 重之), död 1000, var en waka-poet under Heian- perioden. Han utsågs till en av Sanjūrokkasen (三十六歌仙, De trettiosex Odödliga Poeterna) av Fujiwara no Kintō, där urvalet gjordes bland poeter under Nara-, Asuka- och Heian-perioderna.
En av Shigeyukis dikter finns med i den klassiska japanska antologin Ogura Hyakunin Isshu (小倉百人一首, ungefär etthundra människor, en dikt var), med etthundra wakadikter av etthundra poeter.
Shigeyukis verk innefattar diktsamlingen Shigeyukishū (重之集). 

## Ett exempel
Ett exempel på Shigeyukis poesi:
kaze wo itami
iha utsu nami no
onore nomi
kudakete mono wo
omofu koro kana

Wakan finns i engelsk översättning, men har ännu inte översatts till svenska:
| ” | Waves that beat against the rocks fanned by a fierce wind – it is I alone who breaks, those times when I think of her! | „ |